# Hjärup
Hjärup – miejscowość (tätort) w południowej Szwecji, w regionie administracyjnym (län) Skania. Druga pod względem zaludnienia miejscowość (tätort) gminy Staffanstorp.
Hjärup położone jest na równinie Lundaslätten w południowo-zachodniej części prowincji historycznej (landskap) Skania, ok. 5 km od centrum Lund w kierunku Malmö pomiędzy drogą E22 a linią kolejową Södra stambanan (Malmö – Katrineholm).
W miejscowości dominuje zabudowa jednorodzinna. W latach 90. XX w. po północno-zachodniej stronie torów kolejowych rozpoczęto budowę osiedla mieszkaniowego Jakriborg, którego zabudowa pod względem architektonicznym imituje zabudowę średniowiecznego miasta hanzeatyckiego. Jakriborg jest przykładem szwedzkiego nawiązania do nurtu New urbanism.
Około 1 km na południowy wschód od Hjärup położone jest stanowisko archeologiczne Uppåkra.
W 2010 Hjärup liczyło 4265 mieszkańców.